# Rodrigo Ribeiro
Rodrigo Duarte Ribeiro (Viana do Castelo, 28 aprile 2005) è un calciatore portoghese, attaccante dello Sporting Lisbona.

## Caratteristiche tecniche
È una punta centrale.
Nel 2022, è stato inserito nella lista "Next Generation" dei sessanta migliori talenti nati nel 2005, redatta dal quotidiano inglese The Guardian.

## Carriera

### Club
Cresciuto nelle giovanili dello Sporting Lisbona, firma il suo primo contratto da professionista il 13 maggio del 2021. Dopo alcune buone prestazioni con la squadra B, con cui realizza tre reti, viene aggregato in prima squadra. Esordisce coi Leões il 9 marzo 2022 in occasione della partita di UEFA Champions League pareggiata a reti inviolate contro il Manchester City, subentrando a Islam Slimani nei minuti finali.
Il 1º febbraio 2024 viene ceduto in prestito al Nottingham Forest fino al termine della stagione. Con il club inglese colleziona appena quattro presenze e fa ritorno al club di Lisbona.

### Nazionale
Vanta 30 presenze e dieci reti totali con le nazionali giovanili portoghesi. Al Campionato europeo di calcio Under-19 2023 contribuisce a raggiungere la finale, ove il Portogallo viene sconfitto per 1-0 dai pari età dell'Italia.

## Statistiche

### Presenze e reti nei club
Statistiche aggiornate al 4 settembre 2024.
| Stagione                  | Squadra                   | Campionato                | Campionato | Campionato | Coppe nazionali | Coppe nazionali | Coppe nazionali | Coppe continentali | Coppe continentali | Coppe continentali | Altre coppe | Altre coppe | Altre coppe | Totale | Totale | Totale |
| Stagione                  | Squadra                   | Comp                      | Pres       | Reti       | Comp            | Pres            | Reti            | Comp               | Pres               | Reti               | Comp        | Pres        | Reti        | Pres   | Reti   |        |
| ------------------------- | ------------------------- | ------------------------- | ---------- | ---------- | --------------- | --------------- | --------------- | ------------------ | ------------------ | ------------------ | ----------- | ----------- | ----------- | ------ | ------ | ------ |
| 2021-2022                 | Sporting Lisbona B        | L3                        | 8          | 3          | -               | -               | -               | UYL                | 6                  | 1                  | -           | -           | -           | 14     | 4      |        |
| 2022-2023                 | Sporting Lisbona B        | L3                        | 18+6       | 5+1        | -               | -               | -               | UYL                | 9                  | 6                  | -           | -           | -           | 33     | 12     |        |
| 2023-2024                 | Sporting Lisbona B        | L3                        | 10         | 2          | -               | -               | -               | -                  | -                  | -                  | -           | -           | -           | 10     | 2      |        |
| Totale Sporting Lisbona B | Totale Sporting Lisbona B | Totale Sporting Lisbona B | 42         | 11         |                 | -               | -               |                    | 15                 | 7                  |             | -           | -           | 57     | 18     |        |
| 2021-2022                 | Sporting Lisbona          | PL                        | 4          | 0          | TdP+TdL         | 0               | 0               | UCL                | 1                  | 0                  | ST          | 0           | 0           | 5      | 0      |        |
| 2022-2023                 | Sporting Lisbona          | PL                        | 2          | 0          | TdP+TdL         | 0               | 0               | UCL+UEL            | 0                  | 0                  | -           | -           | -           | 2      | 0      |        |
| 2023-feb. 2024            | Sporting Lisbona          | PL                        | 0          | 0          | TdP+TdL         | 0               | 0               | UEL                | 0                  | 0                  | -           | -           | -           | 0      | 0      |        |
| feb.-giu. 2024            | Nottingham Forest         | PL                        | 4          | 0          | FACup+CdL       | 1+-             | 0               | -                  | -                  | -                  | -           | -           | -           | 5      | 0      |        |
| ago. 2024                 | Sporting Lisbona          | PL                        | 1          | 0          | TdP+TdL         | -               | -               | UCL                | -                  | -                  | ST          | 1           | 0           | 2      | 0      |        |
| Totale Sporting Lisbona   | Totale Sporting Lisbona   | Totale Sporting Lisbona   | 7          | 0          |                 | 0               | 0               |                    | 1                  | 0                  |             | 1           | 0           | 9      | 0      |        |
| set. 2024-2025            | AVS                       | PL                        | 0          | 0          | TdP             | 0               | 0               |                    | -                  | -                  |             | -           | -           | 0      | 0      |        |
| Totale carriera           | Totale carriera           | Totale carriera           | 53         | 11         |                 | 1               | 0               |                    | 16                 | 7                  |             | 1           | 0           | 71     | 18     |        |

## Palmarès

### Club

#### Competizioni nazionali
- Supercoppa di Portogallo: 1

Sporting Lisbona: 2021
- Coppa di Lega portoghese: 1

Sporting Lisbona: 2021-2022